# Olga Brizjina
Olha Arkadijivna Bryzhina (ukrainska: Ольга Аркадіївна Бризгіна, ryska: Ольга Аркадьевна Брызгина, Olga Arkadjevna Bryzgina), född Vladykina (ukrainska: Владикіна och ryska: Владыкина) den 30 juni 1963, är en ukrainsk före detta friidrottare (medeldistanslöpning) som under 1980-talet och början av 1990-talet tävlade för Sovjetunionen.
Bryzhina tävlade huvudsakligen på 400 meter och hennes personliga rekord är från 1985 och lyder på 48,27. Resultatet är för övrigt från samma tävling där Marita Koch satte sitt fantastiska världsrekord 47,60. Som 400-meterslöpare vann Bryzhina OS-guld 1988 i Seoul samt VM-guld från Rom 1987. Dessutom hade Bryzhina framgångar som stafettlöpare i Sovjetunionens lag på 4 x 400 meter. Vid OS 1988 sprang de på 3.15,17 vilket fortfarande (2021) gäller som världsrekord.
Olha Bryzhinas dotter Jelizaveta är också en framgångsrik friidrottare.